# Giampiero Boniperti
Giampiero Boniperti (Barengo, 4 de julho de 1928 — Turim, 18 de junho de 2021) foi um futebolista italiano que atuava como ponta-direita. Jogou toda sua carreira como profissional na Juventus, com a qual conquistou cinco campeonatos nacionais e duas Copas da Itália. Disputou a Copa do Mundo de 1950 e a de 1954 pela Seleção Italiana. Competiu na Copa Rio de 1951 (torneio de caráter intercontinental realizado no Brasil), sagrando-se artilheiro da competição com seis gols em sete jogos, levando seu time, a Juventus a sagrar-se vice-campeã mundial, perdendo a final para o Palmeiras em uma decisão de dois jogos. O primeiro com vitória do time brasileiro por um gol a zero, e o segundo com um empate em 2 a 2.
A morte do Boniperti foi divulgada em 18 de junho de 2021, ocasionada pela insuficiência cardíaca.

## Títulos
Juventus
- Serie A: 1949–50, 1951–52, 1957–58, 1959–60, 1960–61
- Coppa Italia: 1958–59, 1959–60

### Prêmios individuais
- FIFA 100: 2004
- Hall da Fama do Futebol Italiano: 2012 (categoria de Dirigente italiano)

### Artilharias
- Serie A de 1947–48 (27 gols)
- Copa Rio de 1951 (6 gols)